# Sista skrattet
Sista skrattet (tyska: Der letzte Mann) är en tysk dramafilm från 1924 i regi av F.W. Murnau. För manus stod Carl Mayer. I huvudrollerna ses Emil Jannings och Maly Delschaft. Filmen utmärker sig för den nästan totala avsaknaden av textrutor, och bidrog till att cementera Murnaus roll som en av de största företrädarna för den tyska expressionismen inom filmkonsten.

## Handling
Sista skrattet utspelar sig i Berlin. Huvudpersonen är en åldrande portier (Emil Jannings) på ett av stadens mest berömda hotell. Den gamle mannen bär sin präktiga uniform med enorm stolthet och arbetet betyder allt för honom. När han får reda på att han anses för gammal för att fortsätta på sin tjänst och degraderas till toalettvakt faller mannens hela värld samman.
Efter det djupt tragiska slutet visas en textruta som låter meddela att manusförfattaren "visat barmhärtighet" med den stackars åldringen. Sedan följer en epilog där allt vänds på ända – och ett osannolikt lyckligt slut tar vid.

## Rollista
- Emil Jannings – hotellportieren
- Maly Delschaft – portierens niece
- Max Hiller – niecens fästman
- Emilie Kurz – brudgummens tant
- Hans Unterkircher – hotelldirektören
- Olaf Storm – en ung hyresgäst
- Hermann Vallentin – en rik kund
- Georg John – nattvakten
- Emmy Wyda – en mager granne